# ماهی دم‌شمشیری جنوبی
ماهی دم‌شمشیری جنوبی یا پلاتی معمولی (نام علمی: Xiphophorus maculatus) نام یک گونه از سرده ماهی دم‌شمشیری است. این ماهی بومی آمریکای شمالی و آمریکای مرکزی در کشورهای وراکروس، مکزیک، و شمال بلیز می‌باشد. ماهی دم‌شمشیری جنوبی می‌تواند تا ۶ سانتی‌متر رشد کند. این ماهی از انواع سخت‌پوستان، حشرات، و کرم‌های حلقوی تغذیه می‌کند.

## نگارخانه

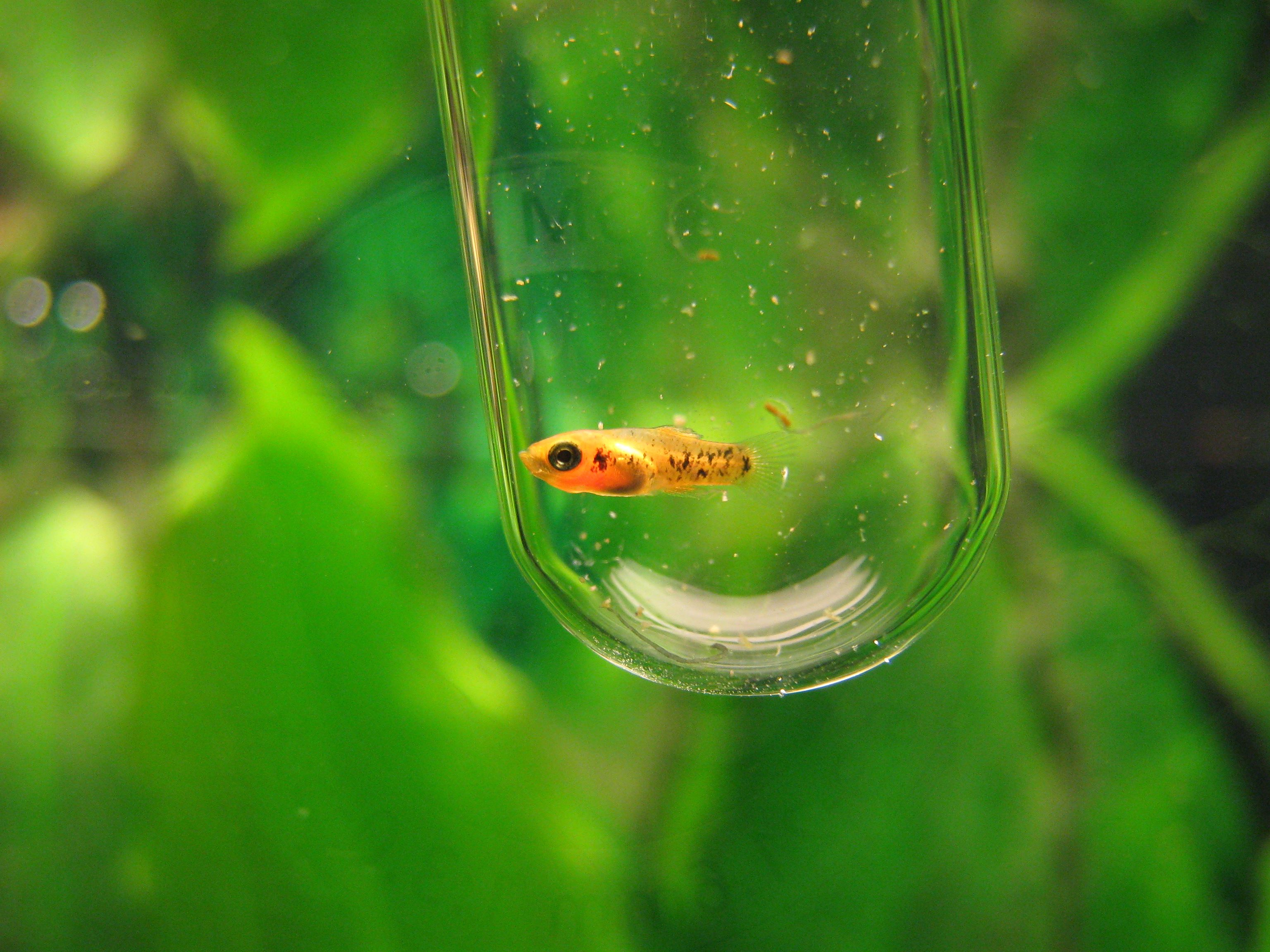
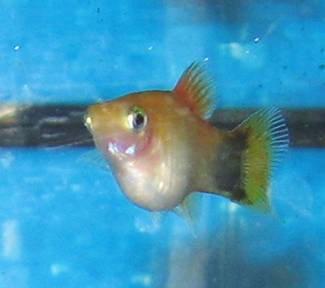
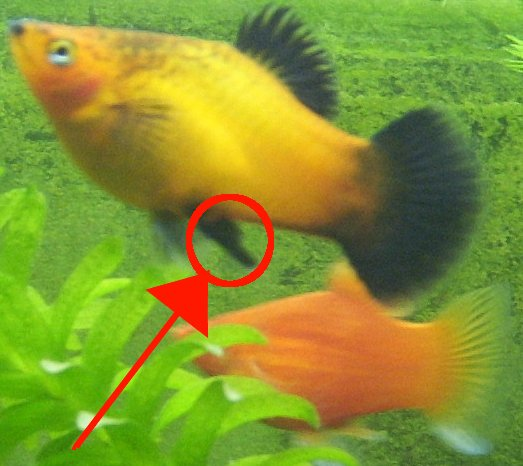
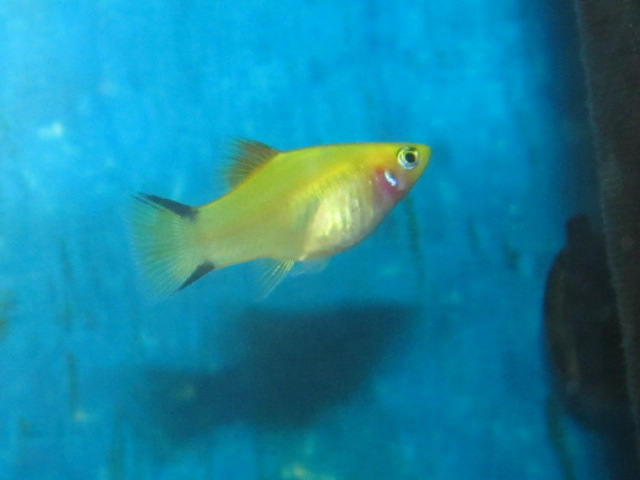
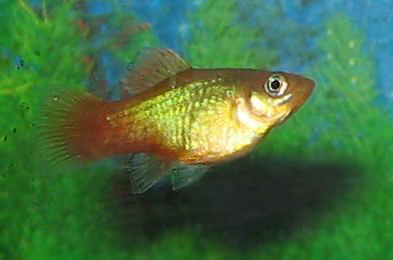
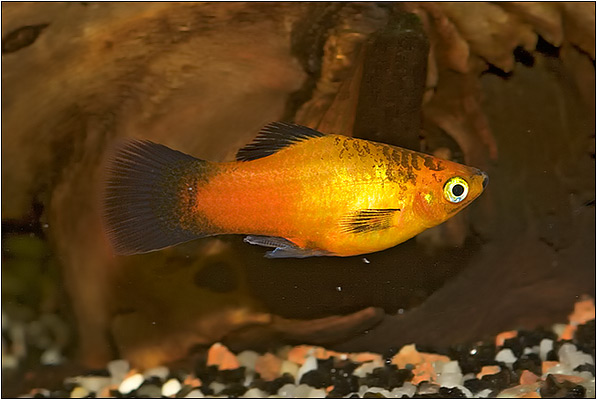
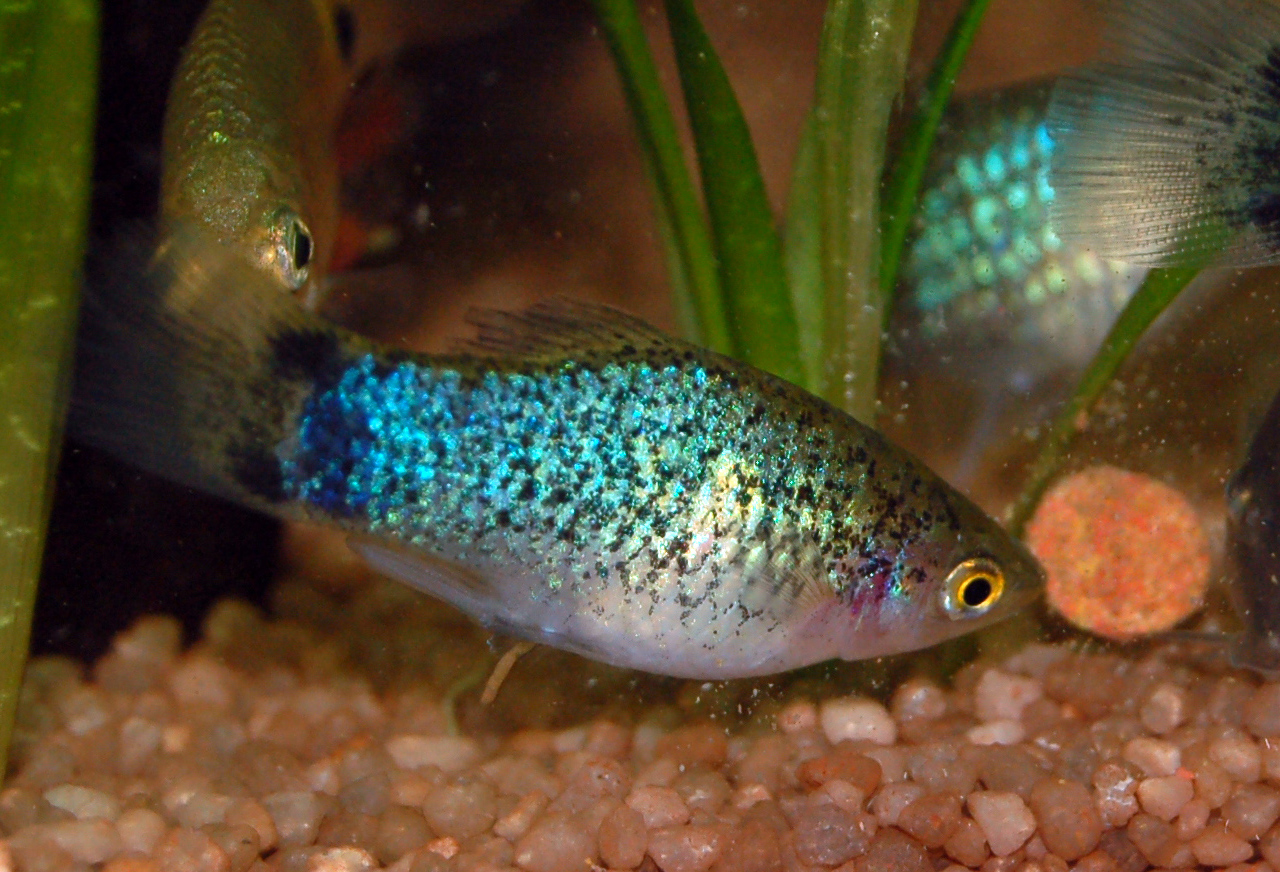
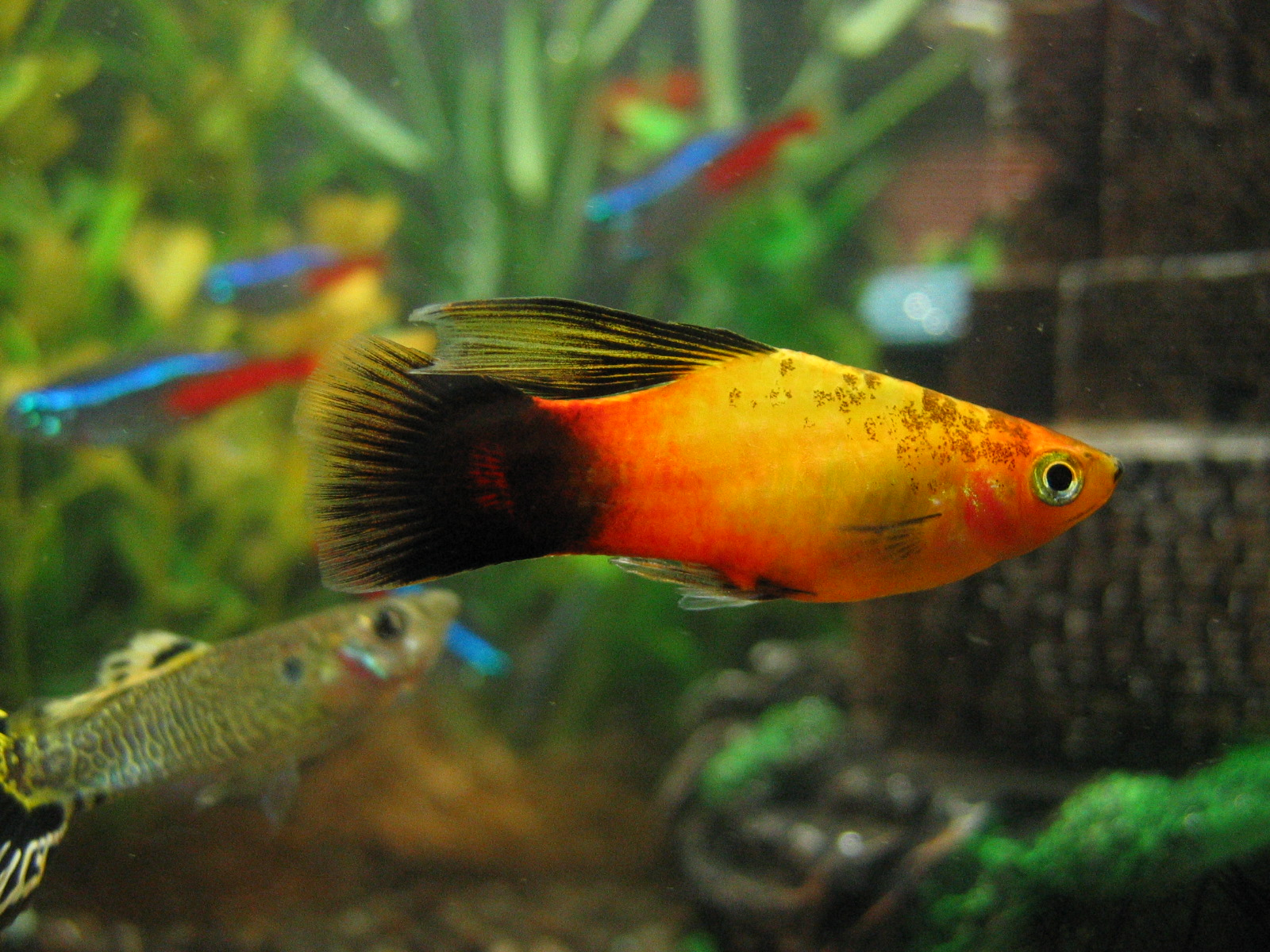
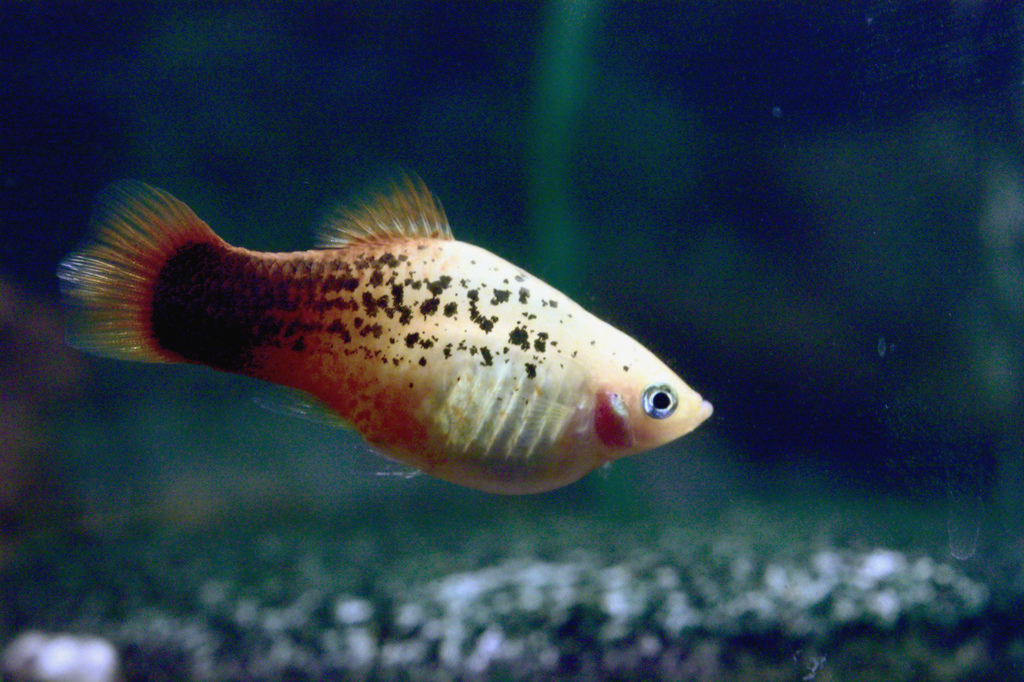
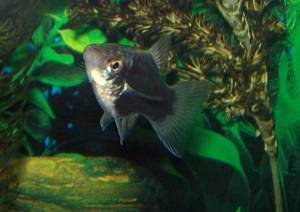